# Петерсен, Никлас
Никлас Петерсен (дат. Niklas Petersen, род. 14 января 1994) — датский профессиональный велогонщик, серебряный призёр чемпионата Дании по маунтинбайку в кросс-кантри марафоне (XCM, 2019).

## Карьера
Никлас Петерсен выступает за датские велоклубы Holte MTB Klub и Dansk Mountainbike Klub. На национальной арене он регулярно участвует в серии соревнований Shimano MTB Liga и национальных чемпионатах. Так, в 2019 году на 1-м этапе Shimano MTB Liga он финишировал восьмым в категории элиты. В 2013 году Петерсен занял 9-е место в соревновании SRAMliga в Коллинге.
В 2013 году Петерсен дебютировал на международной арене: он принял участие в немецком этапе серии MTB Bundesliga «Bike the Rock» (Heubacher MTB Festival) и занял 11-е место в мужской гонке-элиминаторе. В последующие годы Петерсен стабильно показывал высокие результаты на национальных первенствах. Так, на чемпионате Дании по кросс-кантри (XCO) 2016 года он финишировал 9-м, а в 2017 году повторил этот результат (9-е место) на соревнованиях XCO и стал 7-м в дисциплине маунтинбайк-марафон (XCM) того же чемпионата.
В 2020 году на чемпионате Дании по XCO Петерсен финишировал 16-м, выступая в составе Holte MTB Klub.
Высшим достижением Петерсена в карьере стало серебро на чемпионате Дании по маунтинбайку (XCM) 2019 года в городе Орхус. Помимо этого, он имеет несколько попаданий в десятку сильнейших в национальных гонках и этапах велолиг Дании. Петерсен продолжает активно участвовать в маунтинбайк-соревнованиях на национальном уровне.

## Достижения

### Маунтинбайк
2013
SRAMLIGA:
7-й в Вайле
9-й в Коллинге
2015
Чемпионат Дании:
8-й на XCO
5-й на XCM
7-й на SRAMLiga в Виборге
2016
9-й на Чемпионате Дании, XCO
5-й на SRAMLiga в Хаммеле
2017
Чемпионат Дании:
9-й на XCO
7-й на XCM
SRAMLIGA:
7-й в Варде
6-й в Копенгагене
2018
9-й на MTBliga в Силькеборге
2019
Чемпионат Дании:
6-й на XCO
2-й на XCM
MTBliga:
2-й в Варде
8-й в Хольте
2022
10-й на Shimano MTB Liga в Хольте
2023
5-й на Чемпионате Дании, XCM
Shimano Mtb Liga:
8-й в Сорё
4-й в Варде
8-й в Роскилле